# 孛罗乃
孛罗乃（羅馬化：Bolunai；？—1470年代？），15世纪中后期东部蒙古科尔沁部统治者。他击杀了毛里孩王，成为“往流”（元朝东道诸王、成吉思汗诸弟后裔）中的最强势力，但因随后被瓦剌的阿失帖木儿击败而势力衰落。

## 生平
孛罗乃的父亲小失的王作为科尔沁部统治者，曾效力于蒙古的阿岱汗和岱总汗脱脱不花，是一位因在与瓦剌的战斗中取胜而闻名的重要东蒙古诸侯。瓦剌的也先太师弑杀脱脱不花后，小失的王也被也先谋害。据蒙古编年史《黄金史纲》记载，也先在谋杀小失的王之后开始搜捕孛罗乃，孛罗乃得到索朗古特部的桑胡勒台及其妻喀喇沁太夫人帮助，被托付给瓦剌的依拉珠伯颜。依拉珠伯颜让孛罗乃不要打听父母的事，以瓦剌人的身份生活，但喀喇沁太夫人顾虑到孛罗乃出身贵族，派长子玛哈西将他偷偷带回科尔沁部。
孛罗乃回到科尔沁部后，其弟乌讷博罗特王为孛罗乃不在时，代为管理部落而谢罪，并归还了统治权。这一记载在《蒙古源流》中未提及，且该书仅提到乌讷博罗特，因此有观点认为孛罗乃与乌讷博罗特是同一人。
也先太师于景泰四年（1453年）称汗后不久被杀，蒙古势力中拥立大汗马儿古儿吉思的孛来太师逐渐掌权。孛罗乃首次出现在明朝史料中是天顺七年（1463年），此时他与马儿古儿吉思一同派使者前往明朝。当时明朝称他为“西王”，实际应为“齐王”的误译，后续使者记载中已纠正为“齐王孛鲁乃”。“齐王”是拙赤合撒儿家族世袭封号，这成为明朝所记“孛罗乃”是合撒儿后裔及科尔沁部统治者的明确证据。
成化元年（1465年），孛来太师弑杀马儿古儿吉思后，自己也被毛里孩王所杀。毛里孩与孛罗乃同属“往流”（元朝東道諸王、成吉思汗诸弟后裔），他因拥立摩伦汗而崛起。成化三年（1467年），孛罗乃与毛里孩曾两次联名派使者至明朝，可见二者当时为合作关系。
成化四年（1468年），毛里孩因弑杀摩伦汗而被杀。蒙古史料称杀毛里孩的是科尔沁部的乌讷博拉特，但因明朝史料无相关记载，且孛罗乃后续吸收了毛里孩势力，实际动手的可能是孛罗乃。他虽吞并毛里孩势力，却未能达到其影响力，也未再立新汗，蒙古进入勒近十年的汗位空位期。
成化五年（1469年），“往流”势力内部爆发争斗，分裂为孛罗乃、哈答卜花、毛里孩之子火赤儿三方势力。次年（1470年），孛罗乃在与瓦剌也先之子阿失帖木儿太师的战争中失败，逃至多郭朗台吉、脱罗干统治的卜剌罕卫，部分属臣向明朝投降。此后史料再无孛罗乃的记载，推测他在此后不久去世，其弟乌讷博拉特成为科尔沁部新统治者。

## 孛罗乃家族世系
- 小失的王
  - 乌讷博罗特王
  - 孛罗乃
    - 鄂尔图鼐布延图
      - 栋会
        - 噶尔图阿剌克
          - 锡喇奇塔特
            - 多尔济
              - 车根（茂明安部）

            - 固穆巴图尔

    - 图美尼雅哈齐
      - 奎蒙克塔斯哈喇（魁猛可、魁猛磕）
        - 博第达喇
          - 齐齐克
            - 翁果岱
              - 奥巴
                - 巴达礼（科尔沁右翼中旗扎萨克土谢图亲王）

              - 布达齐（科尔沁右翼前旗扎萨克扎萨克图郡王）

          - 纳穆赛
            - 莽古斯
              - 孝端文皇后（清太宗皇后）
              - 寨桑
                - 乌克善（科尔沁左翼中旗卓哩克图亲王）
                  - 额尔德尼布木巴（清世祖皇后）

                - 满珠习礼（科尔沁左翼中旗扎萨克达尔罕亲王）
                - 敏惠恭和元妃（清太宗宸妃）
                - 孝庄文皇后（清太宗庄妃，清世祖之母）
                - 索诺木
                  - 敬孝義皇后（清成宗皇后）
                  - 奇塔特（科尔沁郡王）

                - 查罕
                  - 绰尔济
                    - 孝惠章皇后（清世祖皇后）

            - 明安
              - 栋果尔（科尔沁左翼后旗扎萨克博多勒噶台亲王）

            - 洪果尔（科尔沁左翼前旗扎萨克冰图郡王）

          - 乌巴什（郭尔罗斯部）
          - 爱纳噶（杜爾伯特部）
          - 阿敏（扎赉特部）

        - 诺们达喇

      - 巴衮诺颜
        - 昆都伦岱青（阿噜科尔沁部）
          - 达赉
          - 诺颜泰
            - 鄂木布（四子部落，四子王旗扎萨克达尔汗卓哩克图郡王）

      - 布尔海（乌喇特部）[8][9]